# Dařbuján a Pandrhola
Dařbuján a Pandrhola je česká pohádková filmová komedie z roku 1959 režiséra Martina Friče s Jiřím Sovákem, Rudolfem Hrušínským a Václavem Lohniským v hlavní roli. Film byl natočen na námět pohádky Jana Drdy, který byl i spoluautorem scénáře k tomuto snímku.

## Děj
Kuba Dařbuján (Jiří Sovák) je chudý havíř, který má hodnou ženu (Běla Jurdová) a jedenáct dětí. Když má na svět přijít to dvanácté, Kuba se rozhodne vydat do světa a sehnat pro něj nějakého dobrého kmotra. Potká stařečka Pánaboha (Bohuš Záhorský), ale toho za kmotra nechce, protože není ke všem lidem podle něj stejně spravedlivý, odmítne i čerta (Otakar Brousek), nakonec potká Smrťáka (Václav Lohniský), kterého si za kmotra zvolí proto, že je ke všem lidem stejně spravedlivý. Smrťák udělá s Kubou úmluvu a věnuje mu zvláštní dar: Když jej Kuba uvidí u nemocného člověka stát u jeho hlavy, dotyčný člověk zemře a pokud bude u jeho nohou, může ho léčit a dotyčný se uzdraví. Kuba to několikrát úspěšně vyzkouší a stane se uznávaným a vyhledávaným lidovým léčitelem.
Protipólem chudého havíře je zde bohatý, tlustý a velmi lakomý pivovarský sládek Pandrhola (Rudolf Hrušínský), který Kubovi a i všem místním chudým havířům vždy odmítal pomoci a i ten se jednoho dne roznemůže, protože v rozčilení nad mlsností služky Anky ho trefí šlak. Lékaři se shodnou na diagnóze „moribundus“, ale vyléčit nemoc neumí. V nouzi nejvyšší si Pandrhola vzpomene na léčitele Kubu, ale ten nejprve odmítne, při vzpomínce na lakotu z jeho strany. Chce mu oplatit zlé skutky a vymyslí několik drahých kousků, které musí Pandrholovi splnit, aby byl ochoten přijet léčit. Pandrhola jeho podmínky splní a Kuba jde tedy léčit. Při pohledu na nemocného ovšem prohlásí, že je to marné, neboť Smrťák stojí v hlavách postele. Nakonec se ale Kuba nechá nátlakem ze strany Pandrholky přimět k léčení, navzdory tomu, že tím poruší úmluvu se Smrťákem – nechá postel s Pandrholou otočit, aby Smrťák, stojící původně u hlavy, stál u nohou. Po léčení Smrťák Kubovi vyčítá v šenku porušení dohody a popíjejí. Pandrhola rozmluvu vyslechne a nechá Smrťáka zatlouct do pivovarského sudu. Tím znemožní, aby cokoliv živého zemřelo. Způsobí tím na zemi velký zmatek a pozdvižení. Nakonec Smrťáka ven ze sudu Pandrhola pustí, protože nedokáže přemoci svou chuť na maso. Ten však Pandrholu setne svou smrtící kosou a posléze Kubovi svůj dar definitivně odebere.

## Obsazení
| Jiří Sovák                  | havíř a léčitel Kuba Dařbuján         |
| Rudolf Hrušínský            | sládek Pandrhola                      |
| Běla Jurdová                | Markýtka, Dařbujánova žena            |
| Pavla Maršálková            | Pandrholova žena                      |
| Václav Lohniský             | kmotr Smrťák                          |
| Bohumil Švarc               | havíř Matěj Klofát                    |
| Květa Fialová               | Marijánka, Klofátova žena             |
| Bohuš Záhorský              | stařeček Pánbůh                       |
| Otakar Brousek              | čert / vypravěč (hlas)                |
| Stanislav Neumann           | děda Pšuk                             |
| Josef Hlinomaz              | krupař Johan Bašta                    |
| Ilona Kubásková             | Filoména, krupařova žena              |
| Ota Motyčka                 | pláteník                              |
| Milka Balek-Brodská         | plátenice                             |
| Růžena Štěpánová            | Verunka, dcera pláteníkových          |
| Karel Fiala                 | kovářský                              |
| Alena Kreuzmannová          | děvečka Anka                          |
| Eman Fiala                  | havíř klarinetista                    |
| Václav Trégl                | řezník                                |
| Oldřich Dědek               | koktavý doktor                        |
| Bedřich Bozděch             | hostinský na Kocandě                  |
| Jan Bobek                   | havíř                                 |
| Jaroslav Moučka             | havíř, otec nemocného dítěte          |
| Viola Zinková               | havířova žena, matka nemocného dítěte |
| Irena Juřičková             | havířská žena                         |
| Marie Kautská               | havířská žena                         |
| Blažena Slavíčková          | havířská žena                         |
| Jiřina Bílá                 | havířská žena                         |
| Jarmila Kurandová           | porodní bába                          |
| Josef Příhoda               | havíř Choura                          |
| Vladimír Menšík             | opilec                                |
| Vladimír Hrubý              | opilec                                |
| Věra Ferbasová              | měštka                                |
| Magda Maděrová              | měštka                                |
| Alois Dvorský               | doktor                                |
| Josef Čermák                | bednář                                |
| Michael Dáňa                | syn Dařbujánových                     |
| Miloš Vavruška              | kočí Vojta                            |
| Hana Talpová                | děvečka od pláteníkových              |
| Josefa Pechlátová           | Pšukova žena                          |
| Vítězslav Černý             | sladovnický                           |
| Josef Langmiler             | pomocník u krupaře                    |
| Oleg Reif                   | krejčí                                |
| František Miroslav Doubrava | krejčí                                |
| Vladimír Klemens            | doktor                                |
| Josef Steigl                | hospodský                             |
| Jan S. Kolár                | hospodský z Ouběnic                   |
| Ladislav Gzela              | sladovnický                           |
| Věra Váchová                | matka nemocného dítěte                |
| Josef Příhoda               | havíř                                 |
| Václav Švec                 | havíř                                 |

## Zajímavosti
- Od své premiéry v červnu 1960 až do 31.12.1987 vidělo film v českých kinech v rámci 14 168 představení celkem 2 355 381 diváků.[1] K 30. červnu 1995, kdy byl vyřazen z distribuce, vidělo film v rámci 15 159 představení celkem 2 419 987 diváků.[2]